# Cleistes aphylla
Cleistes aphylla,  es una especies   de orquídea de hábitos terrestres. Es de hojas alternas y flores grandes que se abren sucesivamente, tiene raíces delicadas, y reside en el sudeste y el sur de Brasil.

## Taxonomía
Cleistes aphylla fue descrita por (Barb.Rodr.) Hoehne y publicado en Archivos de Botânica do São Paulo 1: 180, en el año 1926.
Etimología
Cleistes: nombre genérico que viene del griego kleistos = "cerrado", en referencia a sus  flores que apenas están abiertas.
aphylla: epíteto latíno  que significa "sin hojas".
Sinonimia
- Cleistes toledoi Schltr. ex Hoehne
- Pogonia aphylla Barb.Rodr. basónimo[3]